# Samoeil Samosoed

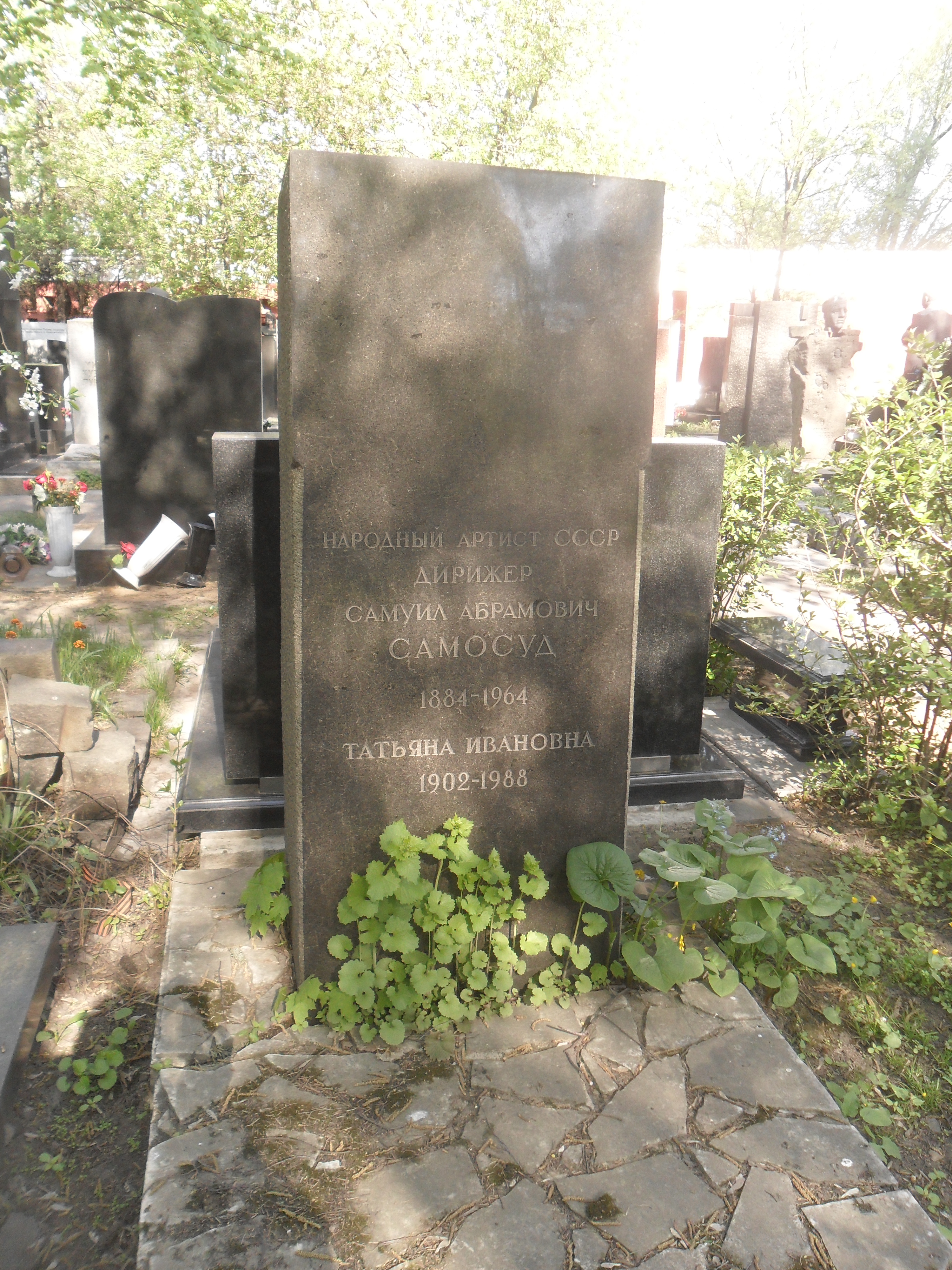
graf

Samoeil Abramovitsj Samosoed (Russisch: Самуил Абрамович Самосуд) (Tbilisi (Georgië), 14 mei 1884 - Moskou, 6 november 1964) was een Russisch dirigent.
Samoeil Samosoed begon zijn muzikale carrière als cellist voordat hij in 1917 bij het Mariinskitheater overstapte naar het dirigeren. Van 1918 tot 1936 was hij de eerste dirigent van het Michailovskytheater in Sint-Petersburg. In 1936 maakte hij de overstap naar het Bolsjojtheater in Moskou. In 1951 richtte hij het orkest op dat enkele jaren later zijn huidige naam, het Philharmonisch Orkest van Moskou kreeg. Hij voerde de premières uit van belangrijke werken zoals Sjostakovitsj's Lady Macbeth uit het district Mtsensk, De Neus, "Leningrad Symfonie" en Prokofjev's Oorlog en Vrede. Sjostakovitsj zou eerst "veel waardering" hebben gehad voor Samosoed, en hem beschouwd hebben als "de ultieme uitvoerder" van operawerken zoals Lady Macbeth.
Na de première van de Leningrad Symfonie schreef de componist echter dat hij toch liever had dat Mravinski voortaan zou uitvoeren, omdat hij " in Samosoed als symfonisch dirigent minder vertrouwen had".
Samosoed bleef bij het Philharmonisch Orkest van Moskou tot 1957, waarna hij werd opgevolgd door Kiril Kondrashin.